# フランシス・エジャートン (第3代エルズミア伯爵)

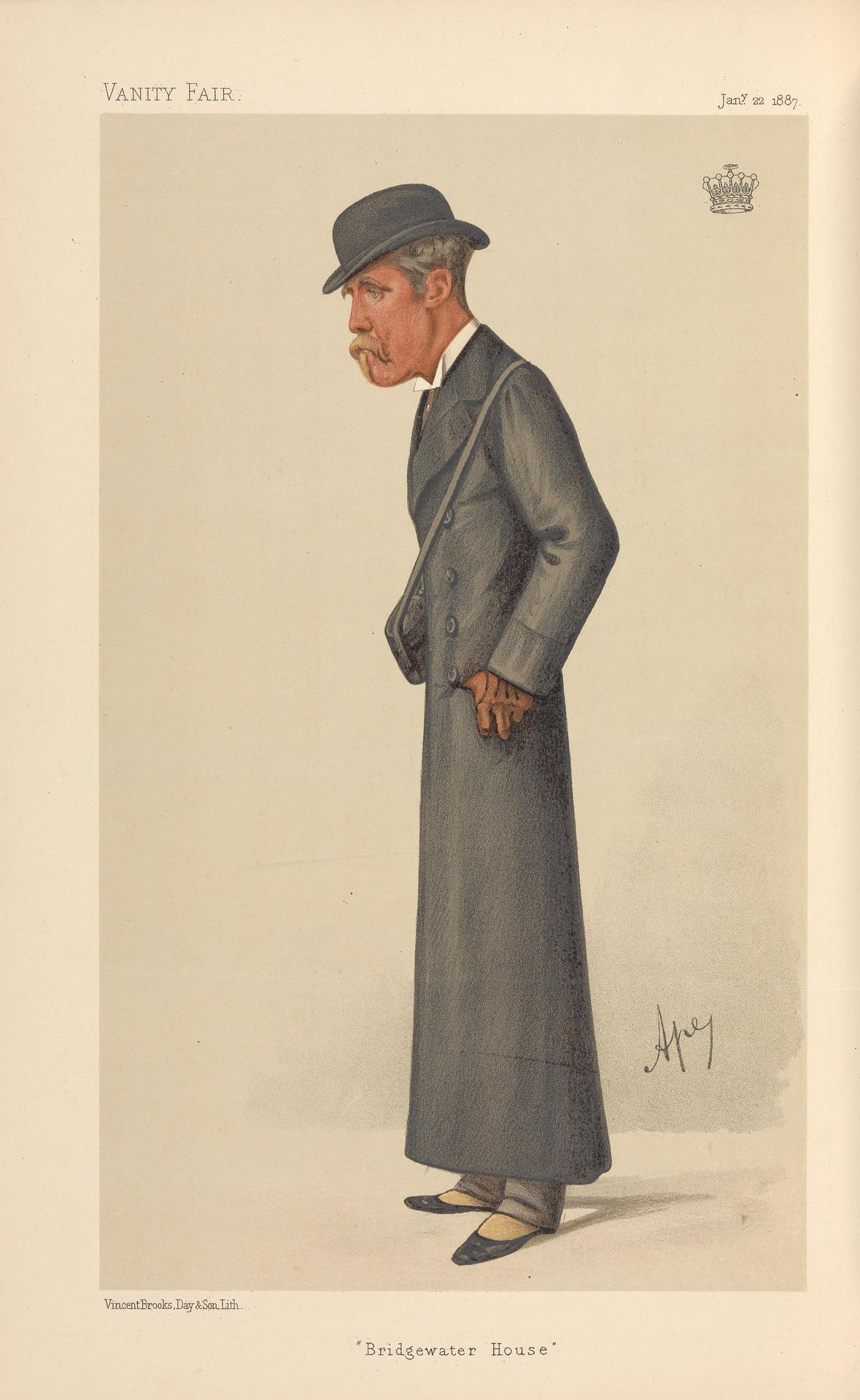
『バニティ・フェア』1887年1月22日号におけるカリカチュア、カルロ・ペレグリーニ画。

第3代エルズミア伯爵フランシス・チャールズ・グランヴィル・エジャートン（Francis Charles Granville Egerton, 3rd Earl of Ellesmere KStJ VD DL JP、1847年4月5日 – 1914年7月13日）は、イギリスの貴族。エジャートン家出身であり、1883年時点で13,222エーカー以上の領地を所有した。1857年から1862年までブラックリー子爵の儀礼称号を使用した。

## 生涯
第2代エルズミア伯爵ジョージ・エジャートンと妻メアリー・ルイーザ（Mary Louisa、1825年1月7日 – 1916年11月24日、初代コーダー伯爵ジョン・キャンベルの娘）の息子として、1847年4月5日にウェストミンスターのハミルトン・プレイス2号で生まれた。1860年から1863年までイートン・カレッジで教育を受けた後、1865年3月31日にケンブリッジ大学トリニティ・カレッジに入学、1868年にB.A.の学位を修得した。1862年9月19日に父が死去すると、エルズミア伯爵位を継承した。
1864年5月13日、コルネット（騎兵少尉）としてランカスター公所有ヨーマンリー連隊に入隊、1869年7月12日に大尉に昇進した。1884年7月19日に少佐の名誉階級を与えられ、同年10月29日に正式に昇進した。1886年4月3日に中佐の名誉階級を与えられ、1891年1月24日に正式に昇進するとともに大佐の名誉階級を与えられた。このほか、1875年4月14日に第40ランカシャー・ライフル志願兵部隊の中佐兼指揮官に任命されていたが、ヨーマンリー連隊での中佐昇進とともに1891年1月24日に辞任した。1896年1月24日にヨーマンリー連隊の指揮官からも辞任、同年3月11日に名誉指揮官に任命された。同年11月3日、義勇予備将校勲章を授与された。
1883年時点でランカシャーに10,080エーカー、ノーサンプトンシャーに2,839エーカー、チェシャーに303エーカーの領地を所有し、合計で年収11,130ポンドに相当した。このほか、スタッフォードシャーにも年収139ポンド相当の領地を所有した。ランカシャーとノーサンプトンシャーの治安判事、ランカシャーの副統監を務めた。
1908年8月10日に聖ヨハネ勲章ナイト・オブ・グレースを、1910年3月3日に聖ヨハネ勲章ナイト・オブ・ジャスティスを授与された。
1914年7月13日にブリッジウォーター・ハウスで死去、16日にウォーズリーで埋葬された。長男ジョン・フランシス・グランヴィル・スクロープが爵位を継承した。

## 家族
1868年12月9日、キャサリン・ルイーザ・フィップス（Katherine Louisa Phipps、1850年1月31日 – 1926年9月23日、第2代ノーマンビー侯爵ジョージ・フィップスの娘）と結婚、5男6女をもうけた。
- メイベル・ローラ（1869年12月16日 – 1946年11月25日） - 生涯未婚[18]
- アリス・コンスタンス（1870年11月12日 – 1932年11月6日） - 生涯未婚[14]
- ベアトリス・メアリー（1871年11月5日 – 1966年9月7日[18]） - 1896年8月5日、初代ロッチデール男爵ジョージ・ケンプ（英語版）と結婚、子供あり[14]
- ジョン・フランシス・グランヴィル・スクロープ（英語版）（1872年11月14日 – 1944年8月24日） - 第4代エルズミア伯爵[1][17]
- フランシス・ウィリアム・ジョージ（1874年12月4日 – 1948年4月4日） - 1897年11月2日、ヒルダ・マーガレット・カーティス（Hilda Margaret Curteis、1958年12月22日没、ジョージ・ハーバート・カーティスの娘）と結婚、子供あり[18]
- トマス・ヘンリー・フレデリック（1876年9月10日 – 1953年10月1日） - 1902年10月23日、バーサ・アンソン（Bertha Anson、1879年8月22日 – 1959年8月30日、第3代リッチフィールド伯爵トマス・アンソンの娘）と結婚、子供あり[19]。第7代サザーランド公爵および第6代エルズミア伯爵フランシス・エジャートン（英語版）の祖父
- キャサリン・オーガスタ・ヴィクトリア（1877年12月2日 – 1960年10月27日） - 1905年6月3日、チャールズ・ハーディー（Charles Hardy、1940年11月11日没、チャールズ・ステュアート・ハーディーの息子）と結婚[18]
- ウィルフレッド・チャールズ・ウィリアム（1879年9月21日 – 1939年12月27日） - 陸軍軍人として第二次ボーア戦争、第一次世界大戦に参戦。1914年12月31日、フローレンス・メルサ・カペル・リード（Florence Maletha Capell Reade、1951年1月21日没、フランシス・ヘンリー・ホレイショ・カペル・リードの娘）と結婚[18]
- レイラ・ジョージナ（Leila Georgina、1881年12月23日 – 1964年8月22日） - 生涯未婚[18]
- ヘレン・コンスタンス（1884年9月24日 – 1901年4月3日） - 生涯未婚[14]
- レジナルド・アーサー（1886年7月6日 – 1904年9月13日） - 生涯未婚[14]